# Museo Arqueológico de Eani
El Museo Arqueológico de Eani es uno de los museos de la región de Macedonia Occidental, en Grecia.
Inicialmente se fundó en 1970 la «Colección Arqueológica de Eani» para albergar los objetos que se encontraban en las excavaciones de la zona pero pronto se vio la necesidad de construir un nuevo edificio debido a los abundantes hallazgos que se produjeron durante la construcción de diversas carreteras en la región. Así pues, las obras se iniciaron en 1992 pero fueron afectadas por un terremoto y no se completaron hasta 1997. La inauguración de la exposición del museo se produjo en 2002.
El museo tiene una superficie de unos 4500 m² distribuidos en dos plantas con salas de exposiciones, almacenes, talleres, oficinas, biblioteca y una sala multiusos. Además de la exposición permanente, el museo organiza exposiciones temporales, programas educativos, conferencias y otros eventos culturales.

## Colecciones
El museo contiene una colección de objetos que permite exponer la historia de la antigua ciudad de Eane y de su área circundante desde la prehistoria hasta la época romana. Hay también una sala para exposiciones temporales. 
Se estructura en torno a tres áreas temáticas. La primera es la correspondiente a la evolución histórica de la ciudad de Eane, que fue en la Antigüedad la capital de Elimia; la segunda se dedica a los hallazgos de las excavaciones y la tercera expone la vida cotidiana —en diferentes aspectos como la casa, el embellecimiento, la religión, el deporte, las actividades productivas, las monedas, las armas y las necrópolis— y la historia de las instituciones a través también de hallazgos arqueológicos. 
Entre los objetos expuestos se hallan cerámica y herramientas del periodo neolítico, cerámica y joyas de la Edad del Bronce y de la Edad del Hierro, inscripciones de los periodos arcaico y clásico, piezas de cerámica de figuras negras y de figuras rojas del periodo clásico y otras del periodo helenístico, lámparas, esculturas, piezas arquitectónicas y objetos hallados en las necrópolis —joyas, vasos de cerámica y metal, elementos decorativos y figurillas— desde el periodo arcaico a la época romana. 
Algunos de los objetos más destacados son una estatuilla de arcilla de Atenea y un esquifo en relieve donde se representan escenas de la guerra de Troya.

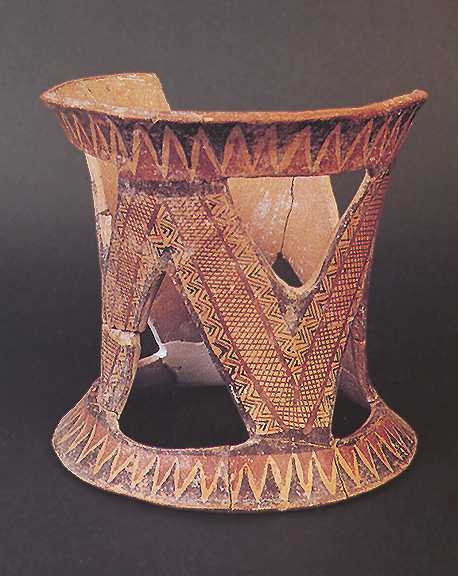
Soporte de arcilla del siglo XIV a. C.
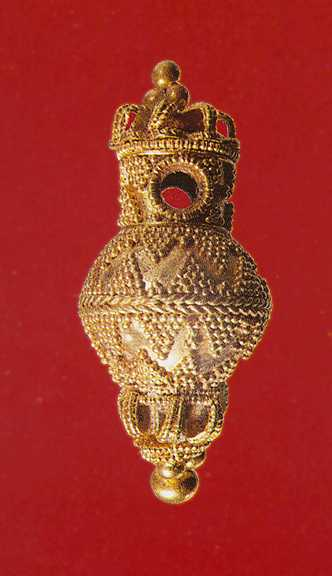
Fíbula del siglo VI a. C.
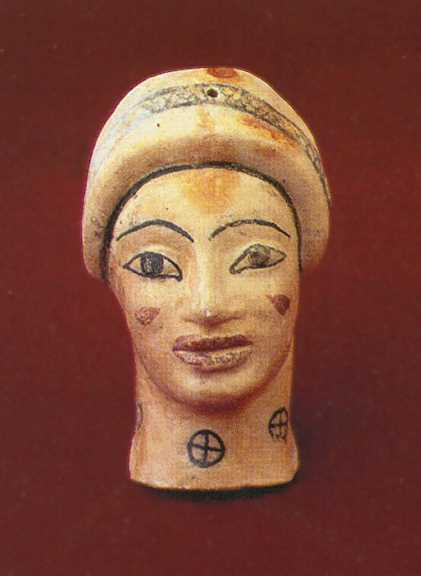
Figurilla de una mujer joven del siglo VI a. C.